# Хуторки (Алтайский край)
Хуторки — село в Советском районе Алтайского края. Входит в состав Шульгин-Логского сельсовета.

## История
Основано в 1856 г. В 1928 году деревня Куторок состояла из 180 хозяйств, основное население — русские. В административном отношении являлось центром Куторокского сельсовета Сростинского района Бийского округа Сибирского края.

## Население
| 1926 | 2000 | 2001 | 2002 | 2003 | 2004 |
| ---- | ---- | ---- | ---- | ---- | ---- |
| 900  | ↘264 | ↗284 | ↗286 | ↘256 | ↘252 |
| 2005 | 2006 | 2007 | 2008 | 2009 | 2010 |
| ↘250 | ↘243 | ↗255 | ↗271 | ↗282 | ↘251 |
| 2011 | 2012 | 2013 |      |      |      |
| ↘248 | ↗262 | ↗263 |      |      |      |

Национальный состав
Согласно результатам переписи 2002 года, в национальной структуре населения русские составляли 96 %.